# Poesía sin fin
Poesía sin fin es una película chilena-francesa de drama, autobiográfica escrita y dirigida por Alejandro Jodorowsky. Fue estrenada en el Festival de Cannes 2016. Es la segunda parte de la autobiografía fílmica de Jodorowsky, que comenzó con La danza de la realidad (2013), la cual narra su infancia en Tocopilla, en el norte de Chile. Poesía sin fin narra la adolescencia y juventud de Jodorowsky en el bohemio barrio Matucana del Santiago de fines de los años 1940 y principios de los años 1950.

## Elenco
- Adan Jodorowsky como Alejandro (adulto joven).
- Jeremias Herskovits como Alejandro (adolescente).
- Alejandro Jodorowsky como Alejandro (adulto mayor).
- Brontis Jodorowsky como Jaime Jodorowsky.
- Cristobal Jodorowsky
- Pamela Flores como Sara Prullansky y Stella Díaz Varín.
- Leandro Taub como Enrique Lihn.
- Julia Avendaño como "Pequeñita".
- Felipe Ríos  como Nicanor Parra.
- Carolyn Carlson como María Lefebre Lever.
- Bastián Bodenhofer como Carlos Ibanez del Campo.
- Felipe Peña como Gustavo Becerra-Schmidt.
- Carlos Leay como "Muerte Alada".
- Mauricio Figueroa Benitez ( Cadavera)